# آرنايتس
آرنايتس (بالإنجليزية: Arknights)‏ هي لعبة تقمص أدوار تكتيكية/الدفاع عن البرج مجانية على أجهزة المحمول من تطوير شركة هايبرجريف الصينية، صدرت في الصين في 1 مايو 2019 وباقي الدول في 16 يناير 2020 وفي تايوان في 29 يونيو 2020  وهي متاحة على نظام أندرويد وآي أو إس. تم الإعلان عن مسلسل أنمي مبني على اللعبة.